# Eriopyga lactipex
Eriopyga lactipex är en fjärilsart som beskrevs av Paul Dognin 1914. Eriopyga lactipex ingår i släktet Eriopyga och familjen nattflyn. Inga underarter finns listade i Catalogue of Life.